# Bani, Pangasinan
Bani là một đô thị hạng 3 ở tỉnh Pangasinan, Philippines. Đô thị này tọa lạc giữa Thành phố Alaminos và Bolinao và được đặt tên theo Bani, tên một loại cây địa phương. Theo điều tra dân số năm 2007, đô thị này có dân số 45.652 người trong 8.910 hộ.

## Barangay
Bani được chia thành 27 barangay.
| - Ambabaay - Aporao - Arwas - Ballag - Banog Norte - Banog Sur - Calabeng - Centro Toma - Colayo - Dacap Norte - Dacap Sur - Garrita - Luac - Macabit - Masidem | - Poblacion - Quinaoayanan - Ranao - Ranom Iloco - San Jose - San Miguel - San Simon - San Vicente - Tiep - Tipor - Tugui Grande - Tugui Norte |